# Cytospora eriobotryae
Cytospora eriobotryae är en svampart som beskrevs av Curzi & Barbaini 1927. Cytospora eriobotryae ingår i släktet Cytospora och familjen Valsaceae.   Inga underarter finns listade i Catalogue of Life.